# السلمية في الولايات المتحدة
السلمية في الولايات المتحدة موجودة في حركات متنوعة (مثل حركات السلام)، وفي سياقات لا تعد ولا تحصى (مثل معارضة الحرب الأهلية والأسلحة النووية). وبشكل عام، تواجه السلمية قبول ضرورة الحرب للدفاع الوطني.

## الحقبة الاستعمارية
اقتصر النشاط المناهض للحرب في الحقبة الاستعمارية على كنائس معينة.

### كنائس السلمية
شكلت العديد من الطوائف الدينية الألمانية في ولاية بنسلفانيا المستعمرة، وخاصة كنيسة الأخوة، والمينونايت، والأميش، كنائس سلام. تشبثت هذه الكنائس بالمواقف المناهضة للحرب التي طوروها في أوروبا. جذب الهزازون الانتباه لالتزامهم بالسلام بين ثمانينيات القرن الثامن عشر وحتى منتصف القرن التاسع عشر. مارسوا التبتّل ولكنهم جُنّدوا بكثرة وبلغ عددهم حوالي 4000.

### الكويكرز
كان الأمر الأكثر تأثيرًا على المدى الطويل هو النزعة السلمية المتزايدة لدى الكويكرز. كانوا متحمسين وقادرين على إعلان رسالتهم على نطاق واسع. سيطروا على سياسة بنسلفانيا حتى رفضوا محاربة الأمريكيين الأصليين الذين كانوا متحالفين مع الفرنسيين وهاجموا المزارع الحدودية؛ ولذلك تخلوا عن السلطة عام 1755. كانت سياستهم العامة خلال الثورة الأمريكية (1775-1783) هي الحياد بين الملك والكونغرس، وعدم الخدمة في الجيش، وعدم دفع ضرائب الحرب. لعب مثقفو ونشطاء الكويكرز دورًا رئيسيًا في تطوير موقف السلام المناهض للحرب ونشر الكلمة في الأمة الجديدة. في الحرب الأهلية (1861-1865)، كان القضاء على العبودية أولوية أعلى من السلمية. قاتل حوالي ربع شباب الكويكرز في الجيش، ودعم معظمهم الحرب الأهلية.

## حرب عام 1812
كانت المعارضة لحرب 1812 أقوى في نيو إنغلاند، التي أجرت كميات كبيرة من التجارة مع الإمبراطورية البريطانية، والأضعف في جنوب الولايات المتحدة. عارض العديد من سكان نيو إنغلاند الحرب لأسباب سياسية واقتصادية ودينية. بدأت الحرب خلال الحروب النابليونية، وعارض الحزب الجمهوري الديمقراطي الحاكم في عهد الرئيسين توماس جيفرسون وجيمس ماديسون بشدة استيلاء بريطانيا وفرنسا على السفن الأمريكية وكانا معاديين لكلا الجانبين. منذ حروب الثورة الفرنسية، أثار البريطانيون إعجاب البحارة الأمريكيين الذين كانوا ذات يوم رعايا بريطانيين (كان الكثير منهم من الفارين) في البحرية الملكية وقطعوا التجارة الأمريكية مع فرنسا. حاول جيفرسون استخدام قانون الحظر لعام 1807 للحصول على النفوذ من خلال جعل الصادرات غير قانونية. أدى ذلك إلى مشاكل كبيرة في اقتصاد نيو إنغلاند. نتج عن ذلك تهريب الصادرات إلى كندا. رفضت بريطانيا إلغاء أوامر المجلس لعام 1807.
طالب صقور الحرب الجيفرسونيون بقيادة هنري كلاي وجون كالهون بالحرب مع بريطانيا. التزم ماديسون بمحاولة الحفاظ على الحقوق والشرف الأمريكي فيما أطلق عليه المعاصرون اسم «الحرب الثانية من أجل الاستقلال». اندلعت احتجاجات عنيفة ضد «حرب السيد ماديسون» في معاقل الحزب الفيدرالي في نيو إنغلاند. رفض ثلاثة حكام وضع ميليشياتهم الحكومية تحت السيطرة الفيدرالية للقيام بمهام خارج أراضي ولاياتهم. في انتخابات مجلس النواب الأمريكي التي تلت ذلك في عامي 1812 و1813، رفض الناخبون ثمانية من أعضاء الكونغرس من نيو إنغلاند.

## تنظيم حركة السلمية
انتهت الحرب في فبراير 1815. وكانت الحركة الأولى في الولايات المتحدة هي جمعية نيويورك للسلام، التي أسسها اللاهوتي ديفيد لو دودج عام 1815، وتلاها جمعية السلام في ماساتشوستس. اندمجت المجموعات في جمعية السلام الأمريكية، التي عقدت اجتماعات أسبوعية وأنتجت الأدبيات التي انتشرت حتى جبل طارق ومالطا واصفة أهوال الحرب والدعوة إلى السلام على أسس مسيحية.

## الحرب الأهلية
بعد انتخاب أبراهام لنكولن في نوفمبر 1861، انفصلت ولايات القطن في أعماق الجنوب بقيادة كارولينا الجنوبية عن الاتحاد وأنشأت ولايات كونفدرالية أمريكية جديدة. وكانت الحرب الأهلية وشيكة، واهتم جزء كبير من الرأي العام، وخاصة في الشمال، بأهوال الحرب الوشيكة ذات المعاناة والدمار الهائلين. ضعفت حركة السلام بشكل كبير في خمسينيات القرن التاسع عشر، إذ استخدمت العنف لوقف عودة العبيد الهاربين ودعمت العنف في كانساس. دعا بقية دعاة السلام إلى الانفصال السلمي، مثلما فعل العديد من القادة المدنيين البارزين من كلا الحزبين الشمالي والجنوبي. تشير ميرل كيرتي إلى أن الخطاب التقليدي للسلام نادرًا ما يُسمع. وبدلًا من ذلك قال دعاة السلام إن اللاعنف لا ينطبق إلا على الشؤون الدولية. لقد تسامحوا مع العنف أو شاركوا فيه للدفاع عن الأمة، وقمع التمرد، وتحرير العبيد. مع الهجوم المدفعي الكونفدرالي على فورت سمتر في أبريل 1861، تغير المزاج في الشمال بشكل حاسم، مما أدى إلى التركيز المفرط على الوطنية على الدفاع عن الولايات المتحدة باسم القومية الأمريكية. احتوت حركة إلغاء عقوبة الإعدام منذ فترة طويلة على عنصر سلمي قوي، بقيادة ويليام لويد جاريسون. بعد سمتر، دعا دعاة إلغاء عقوبة الإعدام إلى حرب شاملة مكثفة لتدمير العبودية مرة واحدة وإلى الأبد. ضعفت حركة السلام في خمسينيات القرن التاسع عشر ولم تكن ميتة عمليًا، باستثناء فصيل كبير من الكويكرز. بالنسبة لبقية عام 1861، كانت المعارضة للحرب، في كل من الشمال والجنوب، متناثرة وعنيفة في كثير من الأحيان؛ فقد كانت مبنية على السياسة وليس على السلمية.